# Kwemo Makwaneti
Kwemo Makwaneti – wieś w Gruzji, w regionie Guria, w gminie Ozurgeti. W 2014 roku liczyła 797 mieszkańców.